# RIA Novosti
RIA Novosti (în rusă: Российское агентство международных новостей «РИА Новости») este o agenție rusească de presă cu sediul în Moscova. Este considerată o agenție de propagandă a Kremlinului de către Uniunea Europeană, Canada și Statele Unite.

## Prezentare
Agenția publică știri și informații social-politice, economice, științifice și subiecte financiare în majoritatea limbilor europene cele mai importante și în arabă. 
Are corespondenți în Federația Rusă, țările CSI și în peste 40 de țări din afara CSI.
Sursele principale de informare directă sunt:
- Administrația Prezidențială din Rusia
- guvernul rus
- Consiliul Federal
- Duma de Stat
- ministerele principale și departamente guvernamentale
- administrațiile economice ale regiunilor din Rusia
- reprezentanți ai comunităților interne și externe, de afaceri
- misiunile diplomatice
- instituțiile publice din țară.

## Scurt istoric
Editor sef si director general al agentiei este, în prezent, Svetlana Mironiuk.
Agenția a fost înființată în 24 iunie 1941 printr-o rezoluție a Consiliului Comisarilor Poporului din URSS și a Comitetului Central al Partidului Comunist.
Printre jurnaliștii acestei agenții, care au funcționat la București în anii comunismului se numără Ion Scerbina.

## Sancțiuni
În februarie 2023, în timpul invaziei rusești în Ucraina, Canada a inclus RIA Novosti pe lista sa de sancțiuni. În mai 2024, Uniunea Europeană a acuzat agenția de răspândirea de propagandă (rusă) și a inclus-o pe lista sa de sancțiuni.